# Skyline Airways
Skyline Airways war eine nepalesische Regional-Fluggesellschaft mit Sitz in Kathmandu. Sie führte sowohl Linien- als auch Charterflüge durch. Skyline wurde 1998 gegründet und nahm am 15. Juli 1999 den Flugbetrieb auf. Im Jahr 2005 bestand die Flotte aus einer DHC-6 Twin Otter und einer Dornier 228.

## Zwischenfälle
- Am 25. Dezember 1999 stürzte eine de Havilland Canada DHC-6-300 Twin Otter der Skyline Airways (Luftfahrzeugkennzeichen 9N-AFL) fünf Minuten nach dem Start vom Flugplatz Simra (Nepal) ab. Alle 10 Insassen, drei Besatzungsmitglieder und 7 Passagiere, kamen ums Leben.[1]

- Am 17. Juli 2002 wurde eine de Havilland Canada DHC-6-300 Twin Otter der Skyline Airways (9N-AGF) in einer Höhe von 6500 Fuß (1980 Metern) bei widrigem Wetter in den Hügel Gargare Danda geflogen, 10 Kilometer nördlich des Ziels Flughafen Surkhet (Nepal). Durch diesen CFIT (Controlled flight into terrain) wurden alle 4 Insassen getötet, beide Besatzungsmitglieder und zwei Passagiere.[2]